# Lise Tréhot
Lise Tréhot (Ecquevilly, 14 marzo 1848 – Parigi, 12 marzo 1922) è stata una modella francese che fu la compagna del pittore Pierre-Auguste Renoir tra il 1866 e il 1872.
Ella compare nella maggior parte delle opere di Renoir di questo periodo, ossia in più di venti quadri, soprattutto Lisa con ombrello (1867), I coniugi Sisley ed Estate (entrambi del 1868).

## Biografia

### Giovinezza
Lise Tréhot nacque a Ecquevilly il 14 marzo del 1848 ed era la figlia di Louis Tréhot e di Amélie Elisabeth Boudin. Suo padre faceva il locandiere di Ecquevilly fino al 1850, dopodiché si trasferì con la famiglia a Parigi, dove vendeva limonate e tabacco nel diciassettesimo arrondissement. Lise Tréhot era la quarta figlia di una famiglia di sei bambini, con tre fratelli e due sorelle. Secondo un documento dell'epoca, Lise Tréhot sarebbe stata una sarta. Clémence Tréhot, sua sorella maggiore, era la compagna di Jules Le Cœur, che in seguito l'avrebbe presentata a Renoir nella sua casa di Marlotte, presumibilmente nel giugno del 1865, divenendo la sua fidanzata.

### Modella di Renoir

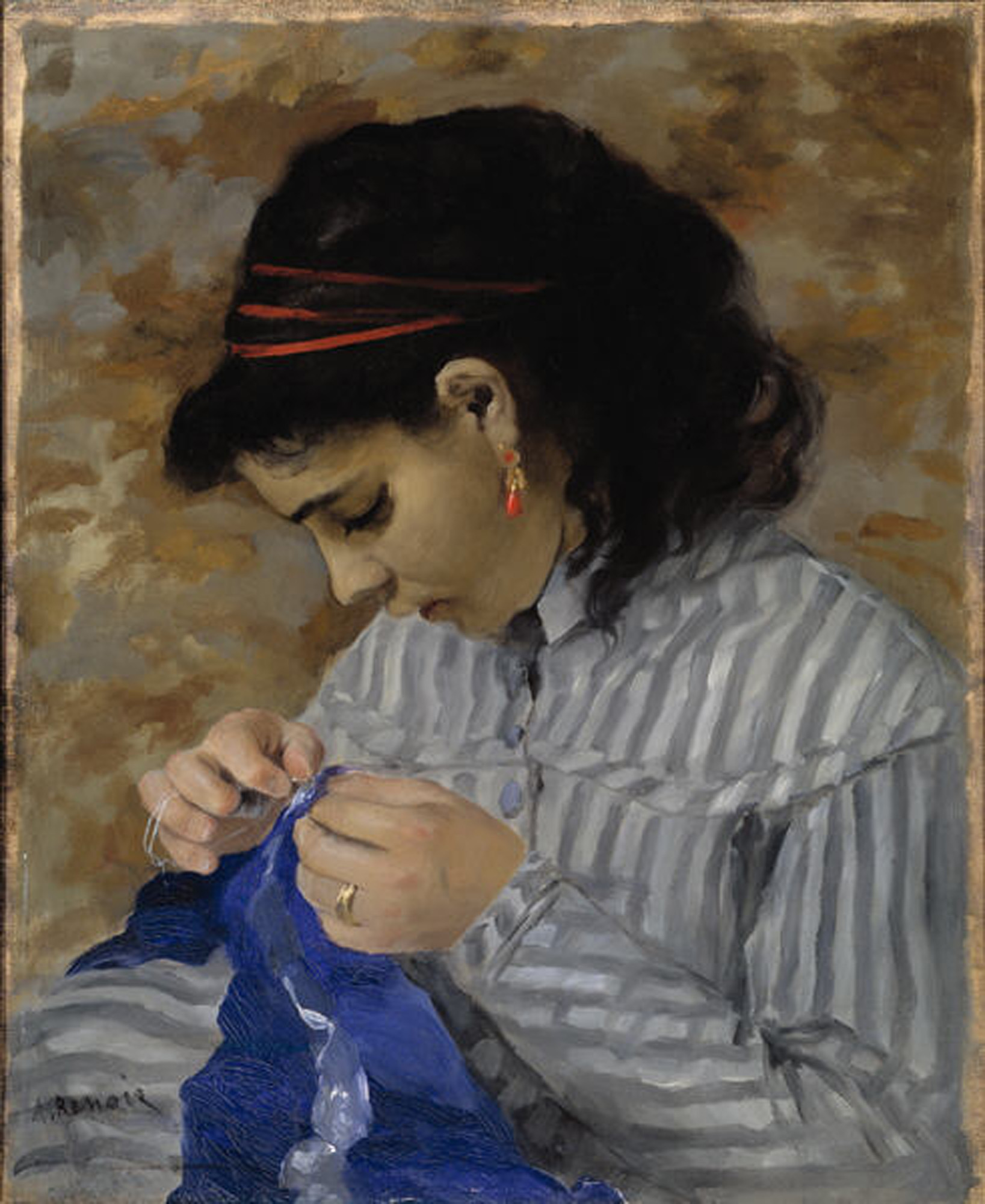
Pierre-Auguste Renoir, Lise che cuce, 1867-1868

Lise Tréhot cominciò a posare per Auguste Renoir quando lei aveva diciotto anni e lui venticinque. Tra i dipinti realizzati in questo periodo si citano Lise con un cappello di paglia (1866) e Lise che cuce (1867–68). Nel 1867 Renoir dipinse un nudo forse di Lise Tréhot, il quadro Diana (1867), ma non venne esposto al Salone del 1867. L'anno seguente, Renoir fu elogiato dalla critica per la Lisa con ombrello (1867), accettata al Salone del 1868. Scrivendo su questo dipinto, il critico d'arte Zacharie Astruc descrisse Lise Tréhot come "una parigina piacevole nei boschi" e come una ragazza della classe operaia. Lo scrittore Émile Zola la comparò a Camille Doncieux, modella e moglie di Claude Monet.
Al Salone del 1869, Lise Tréhot comparve in un'opera intitolata Estate (1868), vestita in modo semplice, con una camicetta che le ricadeva dalle spalle. John Collins notò che l'aspetto "buio, forte e senza espressione" di Lise Tréhot funzionava moltissimo in tali ritratti, ma meno in uno stile più formale, come nel dipinto in costume I coniugi Sisley (1868), dove posava con il pittore Alfred Sisley (che in realtà non era il suo marito). Secondo lo storico dell'arte John House, "Lise era la modella di tutti i personaggi femminili di Renoir in questo periodo".

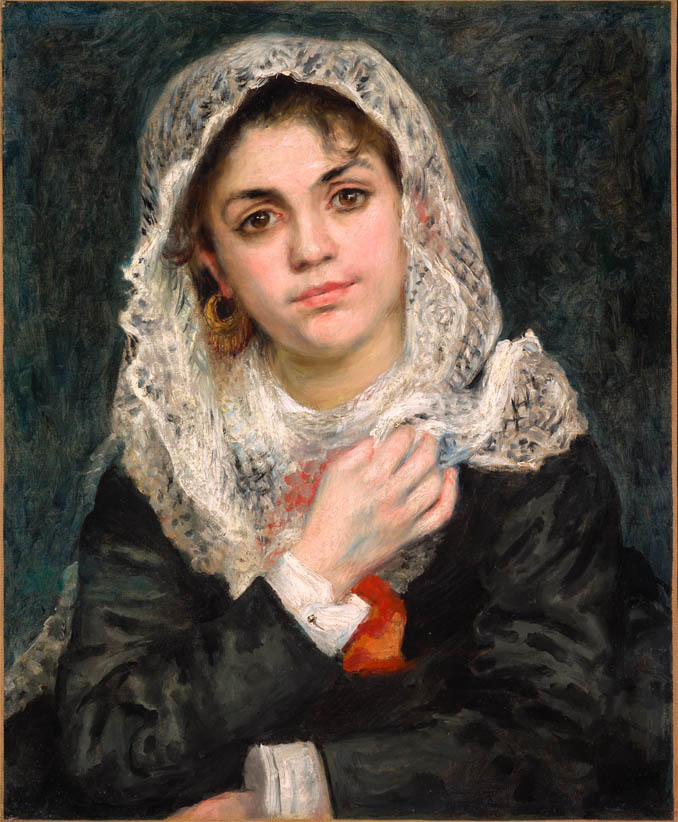
Pierre-Auguste Renoir, Lise con uno scialle bianco, 1871-1872

Sebbene si sappia poco sulla relazione tra Lise Tréhot e Renoir quando lei era la sua modella, ella avrebbe dato alla luce un bambino di nome Pierre il 14 settembre del 1868 (il quale morì verso il 1930). Il 21 luglio del 1870, Lise Tréhot partorì una bambina chiamata Jeanne Marguerite Tréhot (1870–1934) che fu affidata a una nutrice affinché se ne prendesse cura come se fosse sua. Renoir, invece, continuò ad aiutare finanziariamente Jeanne, nella massima segretezza, fino alla sua morte (e dopo la sua morte con l'aiuto di Ambroise Vollard), ma da vivo non ammise mai che lei fosse sua figlia. Secondo Jean-Claude Gélineau, Auguste Renoir riconobbe la propria figlia (il suo nome compariva sul documento del battesimo), diede il suo consenso per il suo matrimonio e questa figura nel testamento del pittore. Bisogna notare che "Pierre" e "Jean" sono anche i nomi che Renoir darà ai suoi figli nati dal matrimonio con Aline Charigot nel 1890.
Per motivi ancora ignoti, Lise Tréhot smise di posare per Renoir dopo il 1872, anno al quale risale il dipinto Parigine in costume algerino: si dice che non l'abbia mai più rivisto e che non gli abbia mai più rivolto la parola. E anche se Lise Tréhot fu una parte integrante dell'inizio della carriera di Renoir, lui non l'ha mai menzionata nelle sue interviste, memorie e biografie.

### Ultimi anni
Nel 1883, più di dieci anni che Lise Tréhot smise di posare per Renoir, ella sposò l'architetto Jean-Vivien-Georges Brière de l'Isle (1847–1902) e con lui ebbe due figli e due figlie. Lasciò in eredità ai suoi figli due dipinti di Renoir, Lise che cuce e Lise con uno scialle bianco, che fanno parte delle collezioni del museo d'arte di Dallas.
Sembrerebbe che Lise Tréhot abbia distrutto la maggior parte dei suoi documenti personali del periodo nel quale posava per Renoir. Morì a Parigi al numero civico 6 della rue Lekain il 12 marzo del 1922, all'età di 73 anni. È sepolta nel cimitero di Père-Lachaise.

## Opere per le quali fece da modella

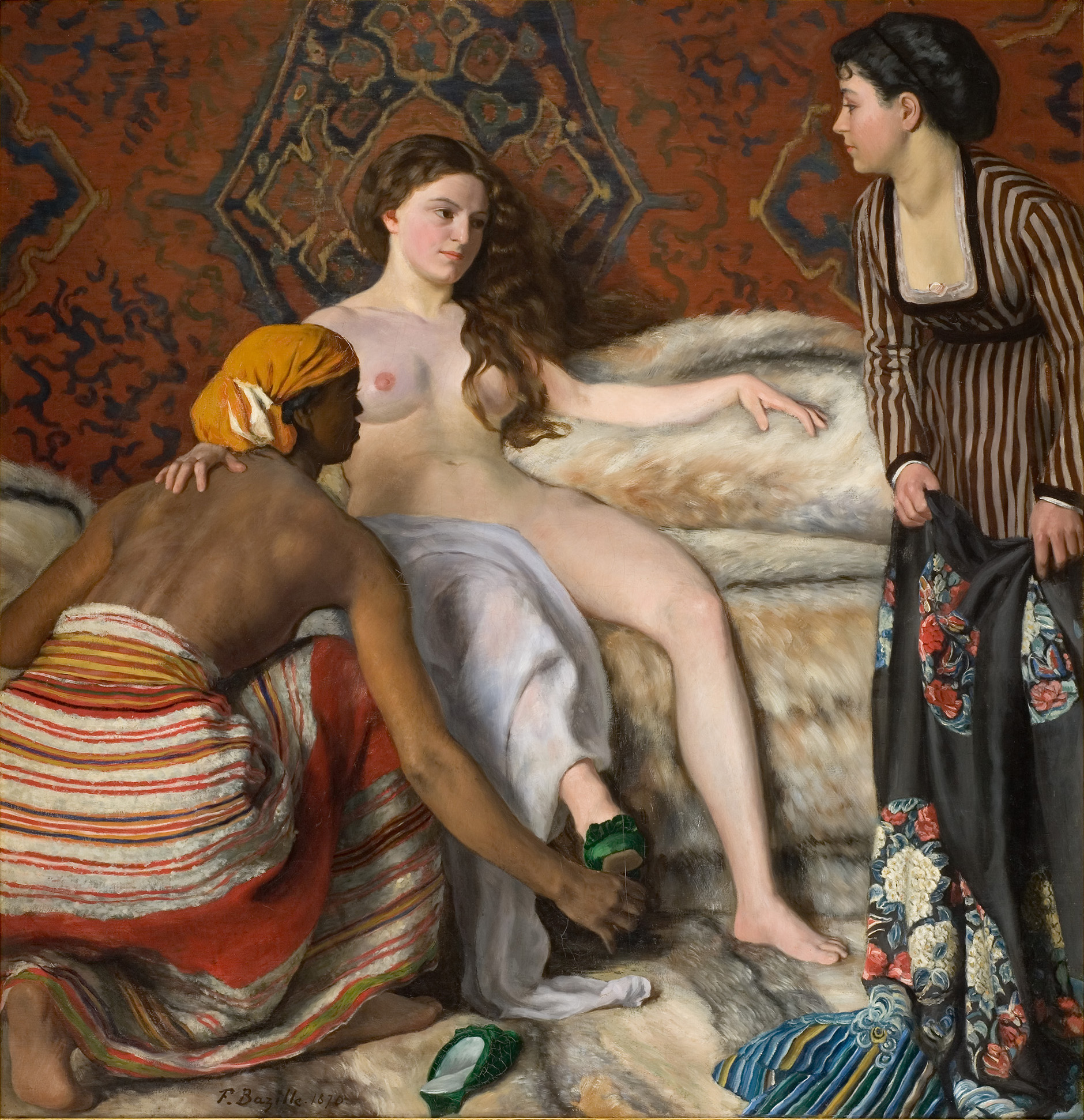
Jean-Frédéric Bazille, La toeletta, 1869-1870

Le opere per le quali Tréhot posò sono almeno ventisei dipinti a olio su tela, ventiquattro dei quali furono dipinti da Renoir, mentre due sono di Jean-Frédéric Bazille. Si pensa che esistesse un altro quadro per il quale avrebbe fatto da modella, un Paesaggio con due personaggi del 1866 la cui unica traccia è nel dipinto L'atelier di Bazille del 1870. Si pensa che Tréhot abbia posato per La toeletta (1869-1870), un'altra opera di Bazille, mentre alcuni storici dell'arte hanno messo in discussione l'identificazione con la modella per il dipinto Diana, in quanto secondo lo storico dell'arte Michael F. Zimmerman la modella potrebbe essere stata anche un'altra.